# Janko Gagić
Janko Gagić (? Ribnica u Kruševacu, Osmanská říše – 4. února 1804 Boleč, Osmanská říše) byl srbský vůdce hajduků. Byl zabit během akce Stětí knezů, díky které započala Srbská revoluce a snaha o oddělení Srbska od Osmanské říše.
Gagić se narodil ve vesnici Ribnica v Ribanske Banje, v regionu Kruševac. Poté, co několik Turků uneslo jeho sestru Teodoru, vytvořil uskupení s partou přátel, se kterými Turky zajal a zabil. V tu dobu pro něj bylo nebezpečné, aby zůstal ve své rodné krajině a tak se odstěhoval do vesnice Boleč mezi Bělehradem a Grockou. Připojil se k srbským dobrovolným vojákům a zúčastnil se Habsbursko-Osmanské války. Zde nabral své zkušenosti, které později využil při povstání. Díky své udatnosti byl během habsburské okupace Srbska v Boleči zvolen knezem (vesnickým starostou). Po skončení války zde zůstala osmanská nadvláda a janičáři si sami udělovali pravomoci. V roce 1801 se jeden z vůdců janičárů zmocnil Smederevského sandžaku a ujal se zde vlády místo sultána. Janko byl v té době vlivným zbojníkem. Neváhal a napadl vůdce janičárů a nakonec sám ovládl Smederevo spolu se svými vojáky. Vůdce janičárů se obával, že sultán využil Srby k jeho sesazení a tak se rozhodl zavraždit srbské šlechtice. Osmané se Janka obávali a stal se hlavním cílem. Unesli mu i syna, aby Janka přiměli vzdát se. Nakonec mu setnuli hlavu.
Dnes je po něm pojmenována největší ulice s veřejnou fontánou v Boleči. V únoru roku 2014, tedy 210 let po jeho zavraždění, byly jeho ostatky přesunuty na místní hřbitov.